# Paronana
Genre
Paronana est un genre de collemboles de la famille des Entomobryidae.

## Distribution
Les espèces de ce genre sont endémiques de Nouvelle-Zélande.

## Liste des espèces
Selon Checklist of the Collembola of the World (version du 18 décembre 2019) :
- Paronana bidenticulata (Carpenter, 1925)
- Paronana boldensis (Salmon, 1944)
- Paronana karoriensis (Salmon, 1937)
- Paronana maculosa (Salmon, 1937)
- Paronana pigmenta Salmon, 1941
- Paronana pilosa (Salmon, 1944)
- Paronana tasmasecta Salmon, 1941

## Publication originale
- Womersley, 1939 : Primitive insects of South Australia : silverfish, springtails, and their allies. Adelaide, p. 1-322.